# Trédion
Trédion (bretonisch Tredion) ist eine französische Gemeinde in den Landes de Lanvaux im Département Morbihan in der Region Bretagne. Der Ort liegt im Tal des Flusses Claie und hat 1369 Einwohner (Stand 1. Januar 2022). Hauptanziehungspunkt ist das restaurierte Château de Trédion, heute ein Hotel.
Auf dem 25,8 km² großen Gemeindegebiet finden sich relative viele Großsteingräber aus dem Neolithikum.

## Bevölkerung
| Jahr      | 1962 | 1968 | 1975 | 1982 | 1990 | 1999 | 2006  | 2019  |
| --------- | ---- | ---- | ---- | ---- | ---- | ---- | ----- | ----- |
| Einwohner | 788  | 806  | 905  | 850  | 875  | 888  | 1.008 | 1.308 |

## Megalithe in den Wäldern um Trédion
Wald von Lanvaux
- Le Babouin et la Babouine sind zwei ungewöhnlich geformte und bearbeitete Menhire im Wald südöstlich des Ortes.
- Nördlich des Ortes liegt der etwa 4,5 m hohe Menhir La Grande-Villeneuve.

Wald von Kerfily
- Menhir du bois de Kerfily etwas außerhalb der etwa 3,0 m hohe Menhir von Grand Breuil oder Menhir du Palais.
- Bois de Kerfily heißt auch ein „Dolmen à couloir“ (Galeriegrab).
- Die Loge-au-Loup (der Wolfsbau) ist die größte örtliche „Allée couverte“. Sie liegt im äußersten Süden des Gemeindegebietes und gehört zu den architektonisch ungewöhnlich gestalteten Megalithanlagen der Region. Es ist eine Allée couverte (Allee mit gedecktem Gang) des types „arcboutée“ bzw. „à dalles inclinées“ (wie sie auch bei Castel-Ruffel zu finden ist).
- Der Dolmen Prés du parc (westlich) ist ein weniger gut erhaltenes Monument.

Forst von Coëby
- Hier stehen ebenfalls Menhire, und die Dolmen von Coëtby eine „Allée couverte“ und ein „Dolmen angevin“ und der etwas gestörte Dolmen „La pierre tabulaire de la Bataille“

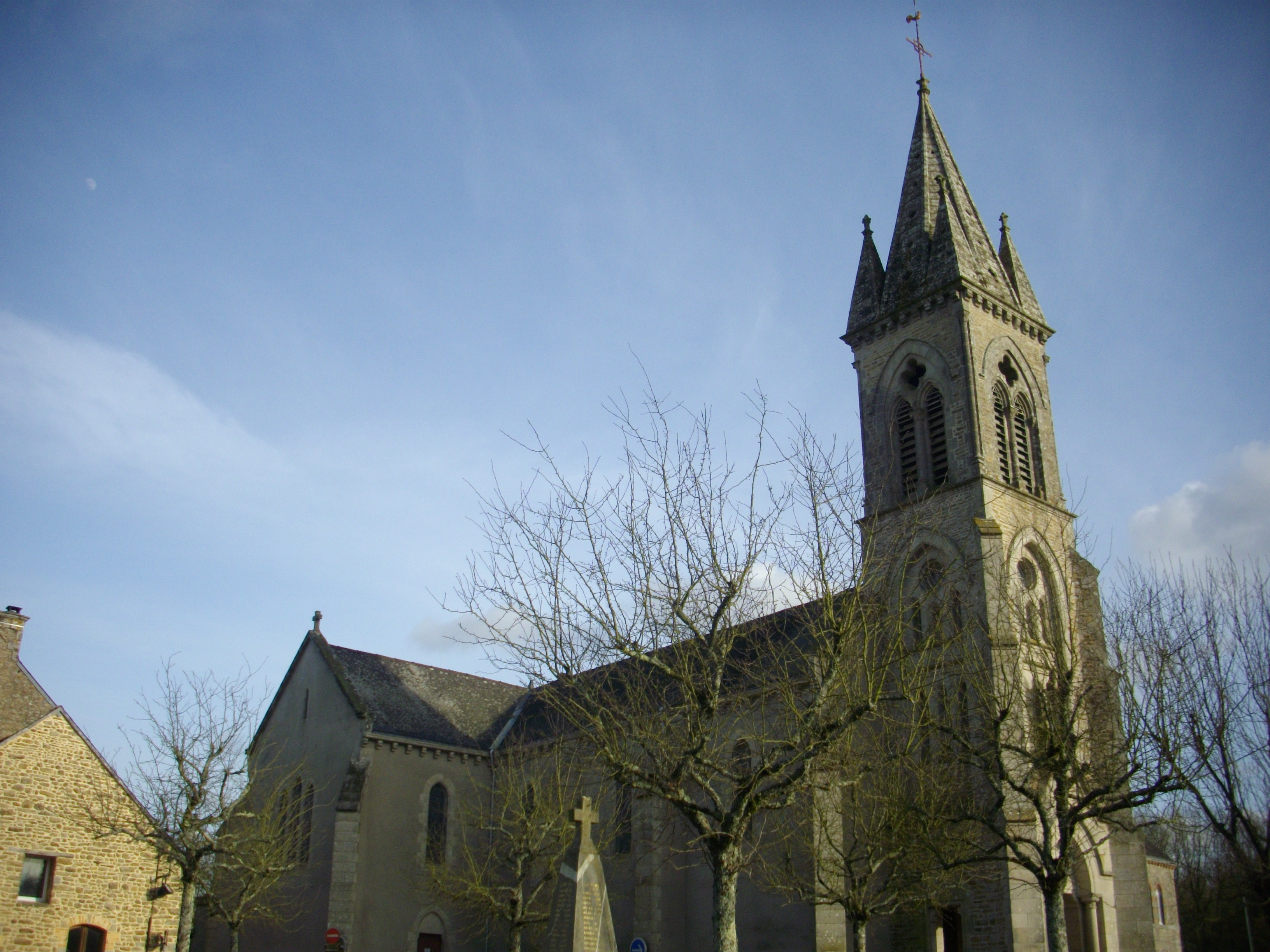
Kirche Saint-Martin
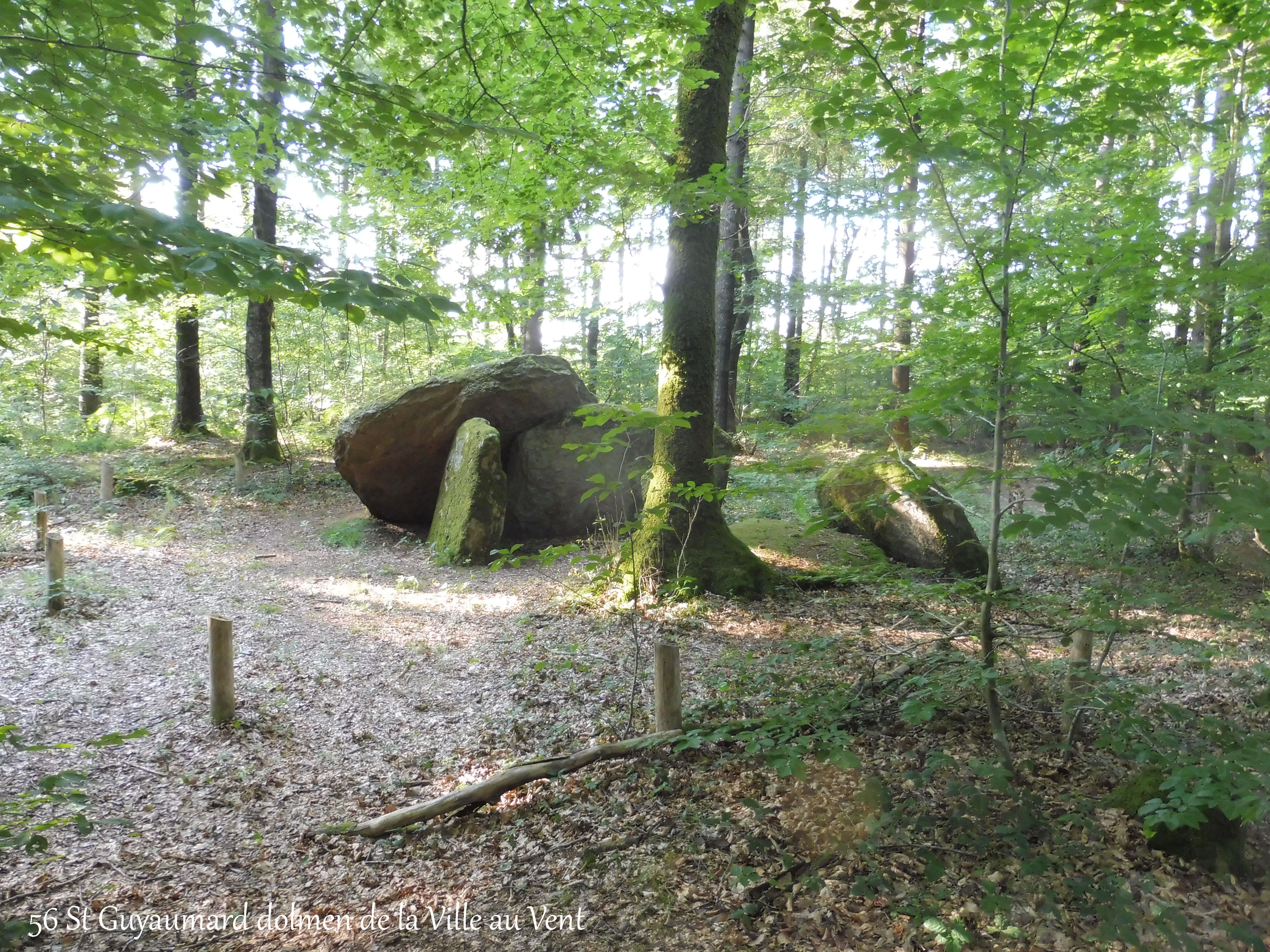
Dolmen de la Ville au Vent